# Maronana
Maronana (łac. Diocesis Maronanensis) – stolica historycznej diecezji w Cesarstwie rzymskim, w prowincji Mauretania Sitifense, zlikwidowana w VII w. podczas ekspansji islamskiej, współcześnie w północnej Algierii. Obecnie katolickie biskupstwo tytularne.

## Biskupi
| Lp. | Biskup                      | Funkcja                                   | Od                   | Do               |
| --- | --------------------------- | ----------------------------------------- | -------------------- | ---------------- |
| 1   | Rosario Brodeur             | emerytowany biskup Alexandrii (Kanada)    | 15 października 1966 | 20 stycznia 1971 |
| 2   | Estanislau Amadeu Kreutz    | biskup pomocniczy Santo Ângelo (Brazylia) | 10 czerwca 1972      | 21 grudnia 1973  |
| 3   | George Rueger               | biskup pomocniczy Worcester (USA)         | 16 stycznia 1987     | 6 kwietnia 2019  |
| 4   | José Bolivar Piedra Aguirre | biskup pomocniczy Cuenca (Ekwador)        | 20 maja 2019         | 21 września 2022 |
| 5   | Anthony Celino              | biskup pomocniczy El Paso (USA)           | 8 lutego 2023        |                  |